# Psilopogon incognitus
Psilopogon incognitus е вид птица от семейство Megalaimidae.

## Разпространение
Видът е разпространен във Виетнам, Камбоджа, Лаос, Мианмар и Тайланд.